# Panicum cinctum
Panicum cinctum är en gräsart som beskrevs av Eduard Hackel. Panicum cinctum ingår i släktet vipphirser, och familjen gräs. Inga underarter finns listade i Catalogue of Life.